# 茶谷周次郎
茶谷 周次郎（ちゃたに しゅうじろう、1925年9月6日 - 1985年8月7日）は、日本の経営者。東洋紡績社長を務めた。

## 経歴
東京都出身。1947年に東京帝国大学経済学部経済学科を卒業し、同年に東洋紡績に入社。
1972年6月に取締役に就任し、常務、専務を経て、1981年11月に副社長に就任した。1983年7月には社長に昇格した。
関西経済同友会代表幹事も務めた。
1985年8月7日、心不全のために死去。59歳没。